# 喬光大
喬光大（1513年—？），字子充，號沱川，山西定襄縣，明朝政治人物。

## 生平
嘉靖十三年（1534年）甲午科山西鄉試第十八名舉人，嘉靖二十九年（1550年）庚戌科進士。次年授博兴县知县，歷官内黄縣知縣，三十八年九月選授戶科給事中。四十一年三月升吏科右，四月升礼科左。
墓在牛臺山。

## 家族
曾祖喬瑛，曾任壽官；祖父喬震，曾任知州；父喬茂亨，曾任州吏目。母郭氏。慈侍下。